# Lukas Hillebrand

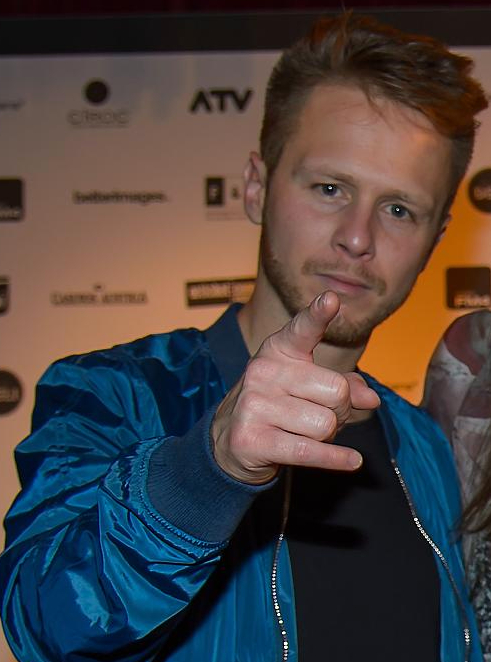
Lukas Hillebrand (2015)

Lukas Hillebrand (* 22. November 1979 in Wien) ist ein österreichischer Musikproduzent, Gitarrist, Sänger und Songwriter.

## Leben und Karriere
Nach der Matura und dem Gewinn des Bandwettbewerbs Pop-odrom, gründet er 2001 mit seinem damaligen Schulfreund Florian Cojocaru das Popduo Heat, mit der er 2002 die Single Only You veröffentlichte. Das Duo schrieb und produzierte 2003 das Album Get ur Funk done für Vera, und Hillebrand war auch als Gitarrist mit auf Tournee. Das Album und deren Singles Anders und Lil' and addict erreichten die österreichischen Charts.
Von 2004 bis 2011 war er Sänger und Gitarrist der Band Tyler.
2012 gründete er mit der Musikmanagerin Romy Reis das Label Gridmusic. Mit dem von ihm und Alex Pohn geschriebenen und produzierten Song Feels like home der Sängerin Yela, erreicht er bei der nationalen Vorentscheidung zum Eurovision Song Contest Österreich rockt den Song Contest (2013) den 2. Platz.
Seit 2012 spielt er Gitarre in der Band von Julian le Play. Gemeinsam mit dem Co-Produzenten und Schlagzeuger Alex Pohn produzierte er die beiden Alben Soweit Sonar und Melodrom von Julian Le Play. Im Jahr 2013 hat er den Amadeus Austrian Music Award in der Kategorie Best Engineered Album für Soweit Sonar von Julian le Play gemeinsam mit Alex Pohn, Georg Tomandl und Mischa Janisch gewonnen. 2014 war er Co-Autor bei den Singles Aurora und Leya von Thorsteinn Einarsson. Im selben Jahr erreichte das Album Melodrom von Julian le Play in Österreich Goldstatus.
Neben seiner Tätigkeit als Produzent ist er als Sänger und Gitarrist auf zahlreichen On-Air-Radiojingles und Signations für Ö3, Radio Wien, NDR1, Die neue Welle, Radio Regenbogen, Radio RSH und Landeswelle sowie in diversen österreichischen TV-Werbekampagnen für Milford, XXXLutz, Verbund zu hören.
2022 war er Leadgitarrist der Liveband in der 6. Staffel von Starmania.
Im Rahmen der Amadeus-Verleihung 2021 wurde mit dem Amadeus Austrian Music Award in der Kategorie Tonstudiopreis Best Sound für Tandem von Julian le Play ausgezeichnet und 2022 für Honeymoon Phase von Oska.

## Diskografie (Auswahl)
- 2001: Only You von Heat (Single) (Produzent, Komposition, Abmischung, Gitarre, Begleitgesang)
- 2003: Get Ur Funk Done von Vera (Album) (Produzent, Abmischung, Komposition, Schlagzeug, Gitarre, Bass, Begleitgesang)
- 2005: Don’t Play von Tyler (Album) (Produzent, Komposition, Abmischung, Gesang, Gitarre, Bass, Schlagzeug, Keyboard)
- 2005: Don’t Close Your Eyes von Alternative for Asia (Single) (Produzent, Komposition, Abmischung, Gitarre, Gesang)
- 2005: Salamaleikum von Rising Girl (Album) (Produzent, Abmischung, Gitarre)
- 2007: Mädchen von Valerie (Single) (Gitarre)
- 2007: Regen von Valerie (Single) (Gitarre)
- 2007: Komm doch mal rüber von Nadine (Album) (Produzent, Komposition, Abmischung, Gitarre, Begleitgesang)
- 2010: Ich bin du bist von Valerie (Album) (Co-Produzent, Komposition, Gitarre, Begleitgesang)
- 2011: Favourite Sin von Tyler (Album) (Produzent, Komposition, Abmischung, Gesang, Gitarre, Keyboard)
- 2012: Soweit Sonar von Julian le Play (Album) (Produzent, Komposition, Abmischung, Begleitgesang, Gitarre)
- 2012: Mr. Spielberg von Julian le Play (Single) (Produzent, Komposition, Abmischung, Begleitgesang, Gitarre)
- 2014: Melodrom von Julian le Play (Album) (Produzent, Komposition, Abmischung, Begleitgesang, Gitarre)
- 2014: Mein Anker von Julian le Play (Single) (Produzent, Komposition, Abmischung, Begleitgesang, Gitarre)
- 2014: Rollercoaster von Julian le Play (Single) (Produzent, Komposition, Abmischung, Begleitgesang, Gitarre)
- 2014: Rise Like a Phoenix von Conchita Wurst (Single) (Gitarre)
- 2014: Vielleicht der Sommer von Lemo (Single) (Produzent, Komposition, Abmischung, Begleitgesang, Gitarre)
- 2014: Aurora von Thorsteinn Einarsson (Single) (Produzent, Komposition, Abmischung, Gitarre)
- 2014: Leya von Thorsteinn Einarsson (Single) (Produzent, Komposition, Abmischung, Begleitgesang, Gitarre)
- 2019: Sonne & Mond von Julian le Play feat. Madeline Juno (Singe) (Abmischung)